# زائور کورماگمدوف
زائور کورماگمدوف (به روسی:Заур Исматулаевич Курамагомедов) زاده ۳۰ مه ۱۹۸۸ ، یک کشتی گیر مرد از روسیه است. او توانست در کشتی فرنگی ۶۰ کیلوگرم مردان در بازی های المپیک تابستانی ۲۰۱۲ موفق به کسب مدال برنز شود.